# 王文值
王文值（1904年8月—?），四川省苍溪县人。中华人民共和国军事人物。
1932年，参加中国工农红军，随红四方面军参加了长征。抗日战争时期，历任新四军第二师五旅供给部副部长、二师军工部部长。第二次国共内战，任第三野战军山东留守处副处长。中华人民共和国成立后，历任南京军区空军后勤部副处长，南京军区驻上海航务军运处处长，南京军区后勤部运输部副部长。